# Zé Teodoro
José Teodoro Bonfim Queiróz, meglio noto come Zé Teodoro (Anápolis, 22 novembre 1963), è un allenatore di calcio ed ex calciatore brasiliano, di ruolo difensore, tecnico dell'Ferroviário-CE.

## Palmarès

### Giocatore

#### Competizioni statali
- Campeonato Goiano: 3

Goiás: 1981, 1982, 1985
- Campionato paulista: 4

San Paolo: 1985, 1987, 1989, 1991

#### Competizioni nazionali
- Campionato brasiliano: 2

San Paolo: 1986, 1991

### Allenatore
- Campionato Pernambucano: 3

Náutico: 2004
Santa Cruz: 2011, 2012
- Campionato Cearense: 2

Ceará: 2006
Fortaleza: 2010